# Бранислава Буторац
Бранислава Буторац (Петроварадин, 12. септембар 1948) српска је ботаничарка.

## Биографија
Рођена је 1948. у Петроварадину. Дипломирала је 1972. године на Природно математичком факултету Универзитета у Новом Саду, група биологија. На истом факултету (смер Биологија, одсек Таксономија) магистрирала је на тему "Флористичке карактеристике источног дела Фрушке горе". Докторску дисертацију под насловом "Вегетација Сремског лесног платоа" одбранила је 1989. на Природно-математичком факултету у Новом Саду. Области научног интересовања др Буторац у ботаници су: фитоценологија и картирање вегетације; таксономија, флористика и фитогеографија; екологија биљака и заштита природе, односно установљавање и управљање заштићеним природним добрима. Од 1973. до 1990. запослена је на Природно-математичком факултету у Новом Саду (Институту за биологију) као асистент и доцент за предмет Ботаника. Током 1979. године била је на усавршавању у вези са карбонизованим и некарбонизованим сјемењем у археолошким налазима на Биолошко-археолошком институту Универзитета у Гронингену (Холандија).

## Научно-истраживачки рад
Учествовала на 61 научном скупу у земљи и иностранству са 103 саопштења. Самостално или у коауторству објавила је 139 радова од чега су 65 међународног, а 74 националног значаја. За штампу има прихваћених 21 рад (4 националног и 17 међународног значаја). Њен укупан научни опус обухвата 160 научних радова, једно дидактичко средство "Илустровани хербаријум" и неколико стручних
радова. У свом научном раду има 14 објављених монографија, од којих је самостално објавила две: "Вегетација Фрушкогорског лесног платоа" и "Еколошка анализа вегетације Фрушкогорског лесног платоа" и две у коауторству ("Заштићена пешчарска подручја Србије" и "Опстанак пешчара у Војводини"). Аутор је поглавља у значајнијим монографијама: "Флора Социјалистичке републике Србије" том X, "Биљни свет канала Врбас-Бездан", "Феудвар I" и "Црвена књига флоре Србије 1". Обрадила је нека поглавља у монографијама: "Флора Делиблатске пешчаре", "Четири обале", "Биљке које нестају", "Лудаш-језеро на пустари", "Еко-конференција,97” - Заштита животне средине градова и приградских насеља - (Environmental protection of urban and suburban settlements ) и "Биолошки активне материје виших биљака, гљива,алги и бактерија”. У још 3 монографије др Буторац учествује као аутор: "Станишта Србије - Приручник са описима и основним подацима", "Ботанички значајна подручја Србије"- IPA in Serbia и Монографија Фрушке горе (што укупно износи 17 монографија). У часопису "Футура" аутор је поглавља: "Селевењске пустаре", "Тителски брег" и "Слано Копово, со и вода као извор живота". Била је члан Редакционог одбора часописа "Thaiszia”, Journal of Botany у Кошицама (Словачка) од 1991 до 1994 године и "Заштита природе” у Београду од 1993 до 1995 године. При изради "Црвене књиге флоре Србије 1” (1999) такође је члан редакционог одбора. На Природно-математичком факултету у Н. Саду је била сарадник на пројектима "Кључ за флору Војводине", "Ретке и реликтне биљке западног Срема", "Картирање вегетације Војводине", као и подпројектима и темама од којих су значајнија истраживања Тисе и биљног света Основне каналске мреже Дунав-Тиса-Дунав. На Биолошком факултету у Београду Б. Буторац је била укључена у пројекте "Предлог биолошког мониторинга. Реализација пилот истраживања у Србији", односно "Стручна основа за политику очувања биодиверзитета СР Југославије" на основу ког је донета Резолуција о политици очувања биодиверзитета Савезне Републике Југославије (1993). Коаутор је "Програма истраживања за израду Црвене књиге васкуларне флоре Савезне Републике Југославије" (1993). Учествовала је у раду тима експерата који је дао стручно-научну подлогу за доношење"Уредбе о заштити природних реткости Србије" (1993). У оквиру пројекта "Црвена књига флоре Србије" била је задужена за обраду 30-так ретких врста васкуларне флоре Србије од којих је 14 таксона из категорије најређих - ишчезлих и критички угрожених врста унето у "Црвену књигу флоре Србије 1" (Ин Стевановић, В., ед., 1999). Сда је сарадник на изради "Црвене књиге флоре Србије 2". Од децембра 2003-е године укључена је од стране др В. Стевановића у пројекат "ИПА подручја у Србији" ("ИПА"- Импортант Плант Ареас), чији је носилац Катедра за екологију и географију биљака овог факултета у Београду. Током 2004 и 2005 Б. Буторац је сарадник на пројекту "Хармонизација националне структуре у класификацији станишта са стандардима међународне заједнице", чији је руководилац др Д. Лакушић са Биолошког факултета у Београду, а наручилац Министарство за заштиту природних богатстава и животне средине Републике Србије. Била је и спољни члан Савета Националног парка "Фрушка гора".

## Активност на заштити природе
У Покрајински завод за заштиту природе (данас Завод за заштиту природе Србије), Буторац прелази 1990. године, гдје ради као научни сарадник, затим и саветник директора за ботанику и екологију. Због теже болести пензионисана је 1. децембра 2002. године. У Заводу наставља свој научно-истраживачки рад у оквиру пројекта "Црвена листа флоре Србије" односно "Црвена књига флоре Србије". Аутор је текстова о флори, фитогеографским и еколошким карактеристикама, вегетацији, биодиверзитету, угрожености подручја, њиховим пејзажно-амбијенталним особинама и сл. у бројним елаборатима - студијама овог Завода. Била је координатор или сарадник при изради студија које служе као подлога за заштиту следећих природних добара: Селевењске пустаре, Лудашко језеро, Палићко језеро, Стари Бегеј-Царска бара, Поњавица, Грмија, Пештер, Национални парк Тара, Проклетије, Ковиљско-Петроварадински рит, Пашњаци велике дропље, Слано Копово, Делиблатска пешчара, Суботичка пешчара, и Тителски брег. Један је од аутора "Акционог плана очувања и унапређења биодиверзитета Србије"(1995-2000). Ангажована је у тиму компилатора приликом израде студија за номинацију Пештерског поља и Лабудовог окна за Рамсарска подручја тј. мочваре од међународног значаја. Као спољни сарадник Завода учествује у раду на новим студијама заштите: на ревизији природних добара: Лудошко језеро, Вршачке планине и Чарнок, односно у студији проширења граница резервата "Пашњаци велике дропље", као и обради природних вриједности подручја која су се по први пут предлагала за заштиту (Пештерско поље и Јуришина хумка код Жабља). Учествовала је у многим ТВ емисијама на тему заштите природе у Војводини. Била је сарадник у ТВ емисији о музејској дејлатности Завода (серија "Музеји Југославије") и сарадник у емисијама о природним добрима "Пашњаци велике дропље" и "У сенци цивилизације" (тј. "Ковиљско-Петроварадински рит"). Писац је сценарија за ТВ емисије "Вапај за водом (Петроварадински рит)", односно ко-сценариста за документарне ТВ емисије "Тителски брег" и "Слано Копово", као за немонтирани филм о Селевењским пустарама. Од 1994-1997 била је координатор за међународну сарадњу са Националним парком "Кишкуншаг" из Кечкемета (Мађарска).
Бранислава Буторац је била члан тима експерата Министарства заштите животне средине Републике Србије за доношења Протокола о Југословенско-Мађарско-Румунској сарадњи на заштити реке Тисе априла 1996). Протокол је превиђао и заједничко проглашење "Селевењске пустаре” са аспекта организације регионалне заштите животне средине, с обзиром на утицај речице Кереш на рецентно стање вегетације овог подручја и заштићених објеката у њеном сливу: Регионални парк "Суботичка шума” (данас Предео изузетних одлика "Суботичка пешчара”) и Специјални резерват природе "Лудашко језеро”. Тада урађен Протокол о Тиси је потписан у јесен исте године на министарском састанку. Почетком 2005. г. била је укључена од стране Министарства за заштиту природних богатстава и животне средине Републике Србије на изради Менаџмент плана у будућем управљању и очувању природних вредности Специјалног резервата природе Слано Копово.
Од 1988. године Бранислава Буторац била је члан Одбора за флору и вегетацију Природњачког одељења Српске Академије наука и уметности у Београду. Била је члан више стручних и научних друштава у некадашњој Југославији, као и ИАД-а тј. Internationale Arbeitsgemeinschaft Donauforschung; друштва ОПТИМА (Organisation for the Phyto-Taxonomic Investigation of the Mediterranean Area, Берлин, од 1988) и Flora Carpatho-Pannonica, Братислава (од 1989). Била је сарадник издања "Енциклопедија Новог Сада".